# Buskär

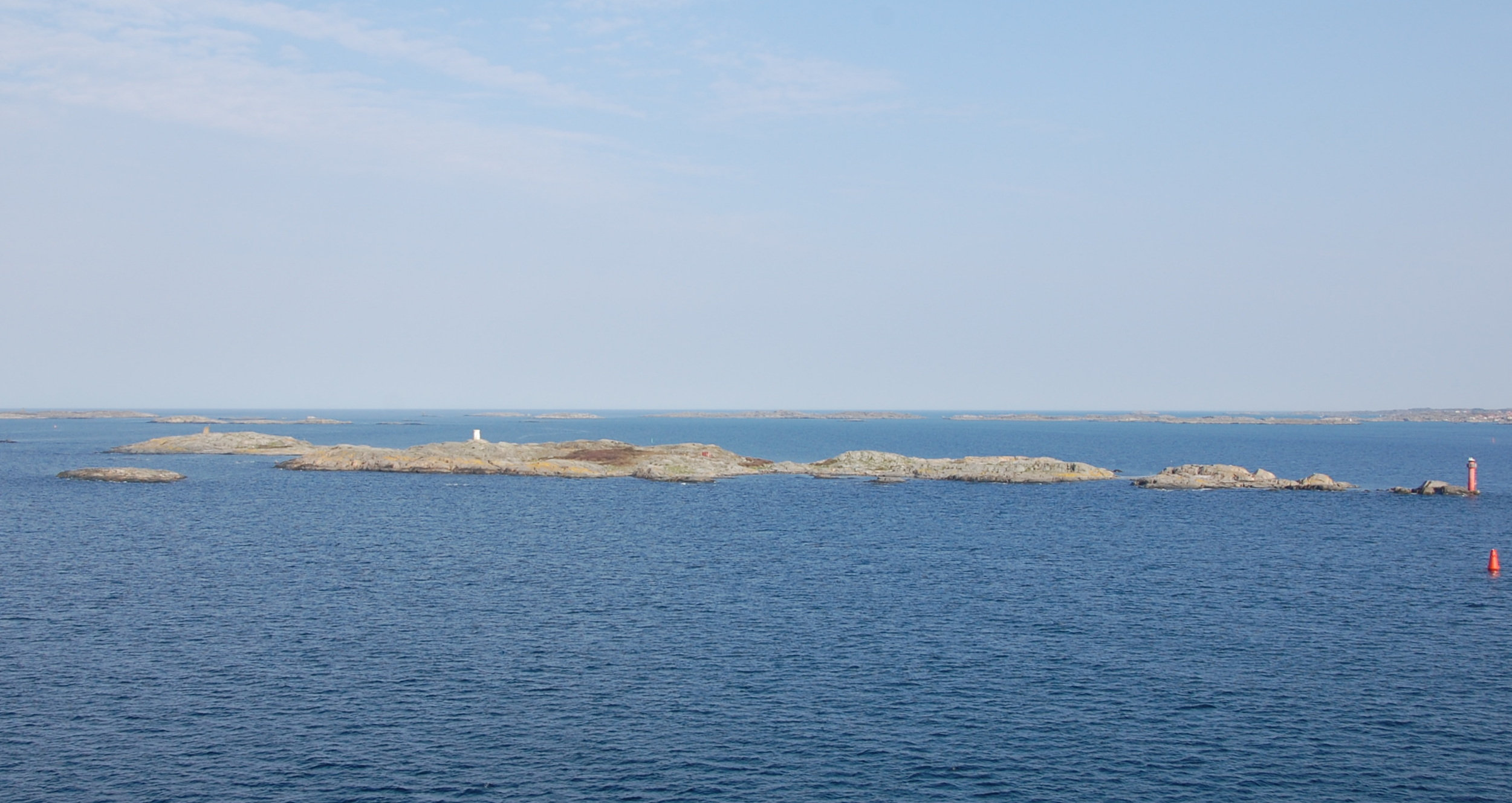
Buskär, links im Bild Trojeskär, rechts Buskärs Knöte

Buskär ist eine kleine unbewohnte zu Schweden gehörende Insel im Kattegat westlich vor Göteborg in der Provinz Västra Götalands län.
Sie ist Teil des südlichen Göteborger Schärengartens und gehört zur Gemeinde Göteborg. Etwas weiter westlich liegt die Insel Utterskär, unmittelbar östlich Buskärs Knöte und nur wenige Meter weiter südlich Trojeskär. In Ost-West-Richtung beträgt ihre maximale Ausdehnung etwa 800 Meter, in Nord-Süd-Richtung ungefähr 250 Meter.
Auf Buskär befinden sich elf vom schwedischen Zentralamt für Denkmalschutz Riksantikvarieämbetet ausgewiesene Denkmäler.
Südöstlich von Buskär  führen die Fährrouten Göteborg–Kiel und Göteborg–Frederikshavn vorbei.